# استادان علیه تقلب
استادان علیه تقلب نام یک وبلاگ است که توسط جمعی از استادان دانشگاه‌های ایران راه اندازی شده و با حمایت قشر دانشگاهی (استاد و دانشجو) فعالیت می‌کند.

## اهداف
هدف این وبگاه مبارزه با تقلب‌های دانشگاهی به‌خصوص دستبرد فکری است که توسط دانشجویان و استادان انجام می‌گیرد.
این وبلاگ روزانه سه هزار بازدید کننده دارد و اساتیدی از خارج از کشور نیز از آن حمایت می‌کنند. از اقدامات این حرکت دانشگاهی، معرفی سرقت‌های علمی و متقلبان دانشگاهی، معرفی و پیگیری مقالات کپی شده و جعلی، معرفی مجلات بی‌ارزش علمی، ترویج اخلاق علمی و است.

## بنیان‌گذاران
- ایوب ترکیان (دانشگاه صنعتی شریف)
- پژمان خدیوی (دانشگاه صنعتی اصفهان)
- شادرخ سماوی (دانشگاه صنعتی اصفهان)
- قاسم جابری‌پور (دانشگاه شهید بهشتی)
- کیارش بازرگان (دانشگاه مینه‌سوتا)
- محسن شریفی (دانشگاه علم و صنعت)
- محمد قدسی (دانشگاه صنعتی شریف)
- میر عباس جلالی (دانشگاه صنعتی شریف)